# Athemus kyushuensis
Athemus kyushuensis es una especie de coleóptero de la familia Cantharidae.

## Distribución geográfica
Habita en Japón.